# Krzysztof Sobczak
Krzysztof Roman Sobczak (ur. w 1955) – dziennikarz i publicysta prawny, do końca czerwca 2023 r. zastępca dyrektora Działu Serwisów Informacyjnych w wydawnictwie Wolters Kluwer Polska (serwis Prawo.pl).

## Edukacja
W 1980 ukończył studia na Wydziale Dziennikarstwa i Nauk Politycznych Uniwersytetu Warszawskiego. Uzyskał też później dyplom MBA Akademii Ekonomicznej w Poznaniu i Nottingham Trent University (1998).

## Kariera zawodowa
Pracował w "Tygodniku Chełmskim" (1980–1982), Polskim Radiu (1983), Polskiej Agencji Prasowej (1983–1985), Telewizji Polskiej (1985–1990), Wydawnictwie "Kronika" (1991–1994).
W 1994 rozpoczął pracę w Wydawnictwie Infor, gdzie pracował nad koncepcją tygodnika "Gazeta Prawna" i był jego pierwszym redaktorem naczelnym. W wydawnictwie tym pełnił kolejno obowiązki zastępcy dyrektora ds. wydawniczych i dyrektora wydawniczego, dyrektora ds. rozwoju, redaktora naczelnego wydawanego przez spółkę zależną dziennika "Nowa Europa" (1996–1997) i ponownie redaktora naczelnego "Gazety Prawnej", po przekształceniu jej w dziennik (do 2003). W latach 2003–2007 pracował w "Rzeczpospolitej", gdzie kierował działem prawnym ("żółte strony"), a następnie był komentatorem. W latach 2008–2009 pracował w dodatku do "Dziennika" – "The Wall Street Journal Polska". Od 2009 w Wolters Kluwer Polska, gdzie był redaktorem naczelnym serwisu Lex.pl, a od 2018 w zespole serwisu Prawo.pl.
Autor książek zawierających serie wywiadów z polskimi prawnikami: Ewą Łętowską, Andrzejem Zollem, Andrzejem Rzeplińskim, Andrzejem Wróblem, Jackiem Gudowskim, Małgorzatą Gersdorf.

## Nagrody i wyróżnienia
Laureat nagrody Adwokatury "Złota Waga".